# Olivia de Havilland
Olivia de Havilland (Tòquio, 1 de juliol de 1916 - París, 25 de juliol de 2020) fou una actriu britànica i estatunidenca de teatre i cinema nascuda al Japó, germana gran de la també actriu Joan Fontaine. Va guanyar, entre altres premis, dos Oscars i dos Globus d'Or.

## Biografia
Olivia de Havilland era filla de pares anglesos: Lillian Augusta Ruse, actriu, i Walter Augustus de Havilland, un advocat desplaçat al Japó. L'any següent va néixer la seva germana petita, la també actriu Joan Fontaine; a causa de la dèbil salut de Joan la família va deixar Tòquio el 1918 i es va instal·lar a Saratoga (Califòrnia). El 1919 els seus pares es van divorciar.
Olivia va estudiar a l'institut Los Gatos i a l'internat per a noies catòliques Notre Dame, a Belmont.
El 1925 Lillian, la mare, va casar-se amb George Milan Fontaine, director d'uns grans magatzems, raó per la qual va passar a ser coneguda professionalment amb el nom de Lillian Fontaine.

### Carrera professional
La seva primera actuació va ser com Hermia en el Somni d'una nit d'estiu, de William Shakespeare, al Hollywood Bowl; aquesta producció teatral va ser adaptada al cinema el 1935, i que va representar la seva incursió en el món del cinema. Després d'aparèixer amb Joe E. Brown a Alibi Ike i amb James Cagney a The Irish in Us va actuar amb Errol Flynn en pel·lícules molt populars, com El capità Blood, La càrrega de la Brigada lleugera i Les aventures de Robin Hood; en total, va actuar amb ell en vuit pel·lícules.
Però no va ser fins que va fer de Melanie Hamilton Wilkes a Allò que el vent s'endugué que va rebre una nominació a l'Oscar a la millor actriu secundària el 1940.
L'any 1941 va obtenir la nacionalitat estatunidenca.
Olivia s'estava frustrant cada vegada més pels papers de dones ingènues i damisel·les angoixades que se li assignaven, i va començar a rebutjar guions que l'encasellaven. Però quan va expirar el seu contracte amb Warner Bros. la productora va informar-li que s'havien d'afegir sis mesos pel temps que ella havia estat inactiva a causa dels papers que havia rebutjat.

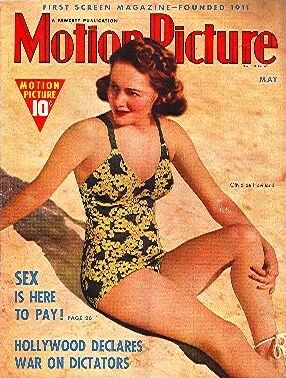
Olivia de Havilland a la portada de la revista Motion Picture de maig de 1939.

Molts acceptaven aquesta situació, mentre que d'altres intentaven canviar el sistema; aquest va ser el cas de Bette Davis, que va muntar un plet contra Warner Bros, durant la dècada del 1930, malgrat que va perdre el judici. Olivia va fer-ho als anys 40, amb el suport del Screen Actors Guild (gremi d'actors de pantalla), i va guanyar, reduint així el poder dels estudis i ampliant la llibertat creativa dels artistes. La decisió va ser una de les resolucions judicials més significatives i amb un abast més gran de Hollywood, i la seva victòria va valer-li el respecte i l'admiració dels seus iguals, entre els que es comptava la seva pròpia germana, Joan Fontaine, qui més tard va afirmar: "Hollywood li deu molt". L'estudi, tanmateix, va prometre que mai no tornaria a contractar-la. La sentència es coneix amb el nom de "Llei De Havilland", i imposa un límit de set anys en contractes per servei llevat que l'empleat accepti una ampliació més enllà d'aquest termini.
Després de l'estrena el 1946 de Devotion, una biografia de Hollywood de les germanes Brontë, Olivia va signar amb Paramount Pictures per tres pel·lícules, i la qualitat i varietat dels seus papers va començar a millorar. James Agee, en la seva crítica de The Dark Mirror, va fer notar el canvi, manifestant que encara que sempre havia estat "una de les dones més boniques en pel·lícules", les seves recents actuacions havien demostrat la seva habilitat interpretativa. Va guanyar l'Oscar a la millor actriu per La vida íntima de Jody Norris (1946) i The Heiress (1949), i també va ser àmpliament lloada per la seva actuació a The Snake Pit (1948), que rebé una nominació a l'Oscar. Aquesta última va ser una de les primeres pel·lícules a intentar fer un retrat realista d'una malaltia mental, i Olivia va ser elogiada per la seva disposició a interpretar un paper completament desproveït de glamur i que tractava un tema tan controvertit.
A partir de la dècada del 1950 Olivia va aparèixer en pocs títols, i en va donar parcialment la culpa a la creixent permissivitat de les pel·lícules de Hollywood de l'època. Va declinar interpretar Blanche DuBois a A Streetcar Named Desire, suposadament al·legant la natura desagradable d'alguns elements del guió i dient que hi havia determinades línies que no podia permetre's a si mateixa ni tan sols pronunciar. L'any 2006 Olivia va negar això en una entrevista, explicant que quan li van oferir el paper acabava de donar a llum el seu fill, fet que havia suposat una experiència vital, i que no era capaç d'identificar-se amb el personatge.
El 1966 va aparèixer a la sèrie de televisió Noon Wine; a partir d'aquell moment va compaginar les seves aparicions a la gran i la pantalla petita. L'any 1986 va rebre el Globus d'Or i també una nominació a l'Emmy a la millor actriu secundària per la seva interpretació de l'Emperadriu Maria al telefilm de la NBC Anastasia: The Mystery of Anna.
La seva última aparició en pantalla va ser el 1988 al telefilm de la CBS The Woman He Loved, fent de la tieta Bessie de Wallis Simpson. Anys més tard, el 2009, va posar veu a la narració de la pel·lícula I Remember Better When I Paint, el seu darrer treball.
L'any 2008 va rebre la National Medal of Arts dels Estats Units.

### Vida privada
Errol Flynn
Durant uns anys se la va relacionar sentimentalment amb Errol Flynn, a qui va conèixer el 1935 durant el rodatge de El capità Blood i amb qui també va coprotagonitzar set títols més (La càrrega de la Brigada lleugera, Les aventures de Robin Hood, Four's a Crowd, Dodge City, The Private Lives of Elizabeth and Essex, Camí de Santa Fe i Van morir amb les botes posades). Però, mentre eren una de les parelles de Hollywood amb més química a les pantalles, com Spencer Tracy i Katharine Hepburn, a diferència d'aquests mai no van ser parella.
Ell es va enamorar d'Olivia immediatament, però malgrat que acostumava a aconseguir qualsevol dona que li interessés, ella el va rebutjar. En aquell moment, l'actor estava infeliçment casat amb l'actriu Lili Damita; d'altra banda, la diferència d'edat entre Errol i Olivia intimidava a aquesta, que llavors no tenia ni vint anys. També es rumorejava que a l'actriu no li agradava la manera que ell tenia de festejar-la, gastant-li bromes pesades. Malgrat tot, però, a ella també li agradava Errol, i en una entrevista va afirmar: "Era un home encantador i magnètic. N'estava penjada, i més tard em vaig assabentar que ell també de mi. De fet, em va fer proposicions, però ell no estava divorciat de Lili Damita així que afortunadament li vaig dir que no."
Amors i matrimonis
Durant la dècada de 1930 Oliva va estar relacionada sentimentalment amb Howard Hughes; a començaments de la dècada següent va ser parella de l'actor James Stewart i del director de cinema John Huston.
Finalment, el 26 d'agost de 1946 va casar-se amb el novel·lista Marcus Goodrich, amb qui va tenir un fill, Benjamin (matemàtic, mort el 1991 a París a causa de la malaltia de Hodgkin), i de qui va divorciar-se el 28 d'agost de 1953. Un cop divorciada, va reprendre la relació amb Huston.
Però el 2 d'abril de 1955 va casar-se amb Pierre Galante, editor de la revista Paris Match, a qui havia conegut al Festival Internacional de Cinema de Cannes dos anys abans. El matrimoni va tenir una filla l'any següent, Gisèle (periodista i advocada); es van divorciar el 30 d'abril de 1979, però van mantenir una bona relació. El 1998 Olivia va anar a viure amb ell per tal de tenir-ne cura després d'haver estat hospitalitzat, morint de càncer de pulmó el mateix any.
Amistat
Olivia era molt amiga de la també actriu Bette Davis, que va donar-li molt de suport durant els problemes amb els estudis Warner Bros. Amb ella va treballar a les pel·lícules It's Love I'm After, The Private Lives of Elizabeth and Essex, In This Our Life i Hush… Hush, Sweet Charlotte. També va ser amiga de Ronald Reagan durant l'època d'aquest com a actor; compartien activisme anticomunista al Hollywood Democratic Committee.
Joan Fontaine
La relació amb la seva germana Joan Fontaine mai no va ser gaire bona, però va empitjorar el 1941 quan les dues van estar nominades a l'Oscar a la millor actriu: Joan per la seva interpretació a Sospita i Olivia per Hold Back the Dawn; després que Joan guanyés el premi, la gelosia que es tenien es va intensificar fins a arribar a una enemistat total. Malgrat Olivia va guanyar dos premis de l'Acadèmia (per La vida íntima de Jody Norris i The Heiress) van mantenir-se separades sempre més. L'any 1962, en un intent de reconciliació, les dues germanes van celebrar el sopar de Nadal plegades, juntament amb els seus respectius marits i fills.

## Filmografia

### Cinema
| Any  | Pel·lícula                                                          | Personatge                     | Notes |
| ---- | ------------------------------------------------------------------- | ------------------------------ | --- |
| 1935 | Alibi Ike                                                           | Dolly Stevens                  | |
| 1935 | The Irish in Us                                                     | Lucille Jackson                | |
| 1935 | A Midsummer Night's Dream                                           | Hermia                         | |
| 1935 | El capità Blood (Captain Blood)                                     | Arabella Bishop                | |
| 1936 | Anthony Adverse                                                     | Angela Giuseppe                | |
| 1936 | La càrrega de la Brigada lleugera (The Charge of the Light Brigade) | Elsa Campbell                  | |
| 1937 | Call It a Day                                                       | Catherine 'Cath' Hilton        | |
| 1937 | It's Love I'm After                                                 | Marcia West                    | |
| 1937 | The Great Garrick                                                   | Germaine de la Corbe           | |
| 1938 | Gold Is Where You Find It                                           | Serena 'Sprat' Ferris          | |
| 1938 | Les aventures de Robin Hood (The Adventures of Robin Hood)          | Lady Marian Fitzwalter         | |
| 1938 | Four's a Crowd                                                      | Lorri Dillingwell              | |
| 1938 | Hard to Get                                                         | Margaret Richards              | |
| 1939 | Wings of the Navy                                                   | Irene Dale                     | |
| 1939 | Dodge City                                                          | Abbie Irving                   | |
| 1939 | The Private Lives of Elizabeth and Essex                            | Lady Penelope Gray             | |
| 1939 | Allò que el vent s'endugué (Gone with the Wind)                     | Melanie Hamilton Wilkes        | Nominada - Oscar a la millor actriu secundària |
| 1939 | Raffles                                                             | Gwen Manders                   | |
| 1940 | My Love Came Back                                                   | Amelia Cornell                 | |
| 1940 | Camí de Santa Fe (Santa Fe Trail)                                   | Kit Carson Holliday            | |
| 1941 | La rossa explosiva (The Strawberry Blonde)                          | Amy Lind Grimes                | |
| 1941 | Hold Back the Dawn                                                  | Emmy Brown                     | Nominada - Oscar a la millor actriu |
| 1941 | Van morir amb les botes posades (They Died with Their Boots On)     | Elizabeth Bacon Custer         | |
| 1942 | The Male Animal                                                     | Ellen Turner                   | |
| 1942 | In This Our Life                                                    | Roy Timberlake                 | |
| 1943 | Thank Your Lucky Stars                                              | Ella mateixa                   | |
| 1943 | Princess O'Rourke                                                   | Princesa Maria / Mary Williams | |
| 1944 | Estimada funcionària (Government Girl)                              | Elizabeth 'Smokey' Allard      | |
| 1946 | La vida íntima de Jody Norris (To Each His Own)                     | Miss Josephine 'Jody' Norris   | Oscar a la millor actriu |
| 1946 | Devotion                                                            | Charlotte Brontë               | |
| 1946 | The Well-Groomed Bride                                              | Margie Dawson                  | |
| 1946 | The Dark Mirror                                                     | Terry/Ruth Collins             | |
| 1949 | The Heiress                                                         | Catherine Sloper               | Oscar a la millor actriu Globus d'Or a la millor actriu dramàtica Premi del New York Film Critics Circle a la millor actriu |
| 1948 | The Snake Pit                                                       | Virginia Stuart Cunningham     | Nastro d'Argento a la millor actriu de pel·lícula estrangera Premi del National Board of Review a la millor actriu Premi del New York Film Critics Circle a la millor actriu Copa Volpi per la millor interpretació femenina Nominada - Oscar a la millor actriu |
| 1952 | My Cousin Rachel                                                    | Rachel Sangalletti Ashley      | Nominada - Globus d'Or a la millor actriu dramàtica |
| 1955 | That Lady                                                           | Ana de Mendoza                 | |
| 1955 | No seràs un estrany (Not as a Stranger)                             | Kristina Hedvigson             | |
| 1956 | La filla de l'ambaixador (The Ambassador's Daughter)                | Joan Fisk                      | |
| 1958 | El rebel orgullós (The Proud Rebel)                                 | Linnett Moore                  | |
| 1959 | Libel                                                               | Lady Margaret Loddon           | |
| 1962 | The Light in the Piazza                                             | Meg Johnson                    | |
| 1964 | Lady in a Cage                                                      | Mrs. Cornelia Hilyard          | |
| 1964 | Hush… Hush, Sweet Charlotte                                         | Miriam Deering                 | |
| 1970 | The Adventurers                                                     | Deborah Hadley                 | |
| 1972 | Pope Joan                                                           | Mare Superiora                 | |
| 1977 | Airport '77                                                         | Emily Livingston               | |
| 1978 | L'eixam (The Swarm)                                                 | Maureen Schuster               | |
| 1979 | La màscara de ferro (The Fifth Musketeer)                           | Reina Mare                     | |
| 2009 | I Remember Better When I Paint                                      | Narradora                      | |

### Televisió
| Any  | Títol                                  | Personatge                     | Notes |
| ---- | -------------------------------------- | ------------------------------ | --- |
| 1966 | Noon Wine                              | Ellie Thompson                 | ABC Stage 67 |
| 1972 | The Screaming Woman                    | Laura Wynant                   | telefilm |
| 1979 | Roots: The Next Generations            | Mrs. Warner                    | minisèrie |
| 1982 | Murder Is Easy                         | Honoria Waynflete              | telefilm basat en la novel·la d'Agatha Christie |
| 1982 | The Royal Romance of Charles and Diana | Reina Elisabet II              | telefilm |
| 1986 | North and South II                     | Sra. Neal                      | minisèrie |
| 1986 | Anastasia: The Mystery of Anna         | Dagmar de Dinamarca            | telefilm Globus d'Or a la millor actriu secundària de sèrie, minisèrie o telefilm Nominada a l'Emmy a la millor actriu secundària de minisèrie o pel·lícula |
| 1988 | The Woman He Loved                     | Tieta Bessie de Wallis Simpson | telefilm |

## Premis i nominacions

### Premis
- 1947: Oscar a la millor actriu per La vida íntima de Jody Norris
- 1948: Copa Volpi per la millor interpretació femenina per The Snake Pit
- 1948: Premi de la New York Film Critics Circle per The Snake Pit
- 1948: Premi de la National Board of Review per The Snake Pit
- 1949: Premi de la New York Film Critics Circle per The Heiress
- 1950: Oscar a la millor actriu per The Heiress
- 1950: Globus d'Or a la millor actriu dramàtica per The Heiress
- 1987: Globus d'Or a la millor actriu secundària en sèrie, minisèrie o telefilm per Anastasia: The Mystery of Anna

### Nominacions
- 1940: Oscar a la millor actriu secundària per Allò que el vent s'endugué
- 1942: Oscar a la millor actriu per Hold Back the Dawn
- 1949: Oscar a la millor actriu per The Snake Pit
- 1953: Globus d'Or a la millor actriu dramàtica per My Cousin Rachel
- 1987: Primetime Emmy a la millor actriu secundària de minisèrie o especial per Anastasia: The Mystery of Anna